# الشبكة الدولية لسلامة الغذاء
تتيح الشبكة الدولية لسلامة الغذاء أو (iFSN) في جامعة ولاية كنساس الفرصة لتعزيز السلامة العامة للإمدادات الغذائية وذلك من خلال الربط بين جميع العاملين في الزراعة وصناعة الغذاء.
وتوفر الشبكة مصدر للمعلومات الموثقة من خلال موقعها الإلكتروني والقوائم المخدمة والمشاريع البحثية وبرامج سلامة الغذاء من المزرعة إلى المائدة ومنشورات ومبادرات تعليمية وتحليل السياسات. وتعمل هذه الشبكة تحت إشراف دوغ باول.

## التاريخ
بدأت الشبكة كوسيلة اتصالات لنقل المعلومات وجمع الحقائق عن سلامة الأغذية وإعادة توزيعها بسرعة وذلك باستخدام شبكة الإنترنت التي بدأت بالازدهار للتو آنذاك.
و أحدثت الشبكة في كانون الثاني(يناير) عام 1993 لتكون مزيجا من اهتمامات باول في كل من العلوم والإعلام وعامة الناس وذلك بعد تفشي الكولاي المصلي O157 : H7 التي اقترنت بمطاعم جاك إن ذا بوكس حيث تعرض أكثر من 600 شخص للمرض وتوفي أربعة بسبب عدم طهي الهمبرغر بشكل جيد.
وتشدد الشبكة على توحيد المفاهيم العامة لمخاطر سلامة الغذاء وتحليل مخاطر سلامة الغذاء التقليدية وإشراك الجمهور في طبيعة المخاطر والفوائد المرتبطة بالأغذية.
يعتبر باول إن الشبكة الدولية لسلامة الأغذية هي المصدر الرئيسي للمعلومات المتعلقة بسلامة الأغذية أثناء تفشي الأمراض وتنقل عادة في تقارير وسائل الإعلام 

## وصلات إضافية
- Official website
- مصادر وزارة الخارجية لتقييم المخاطر
- مكتبة إدارة الأغذية والعقاقير الأمريكية
- thehealthline.ca
- النزاهة في العلوم (كسبي)
- أخبار سلامة الأغذية -- جامعة ولاية ايوا